# Ulrike Schwarz

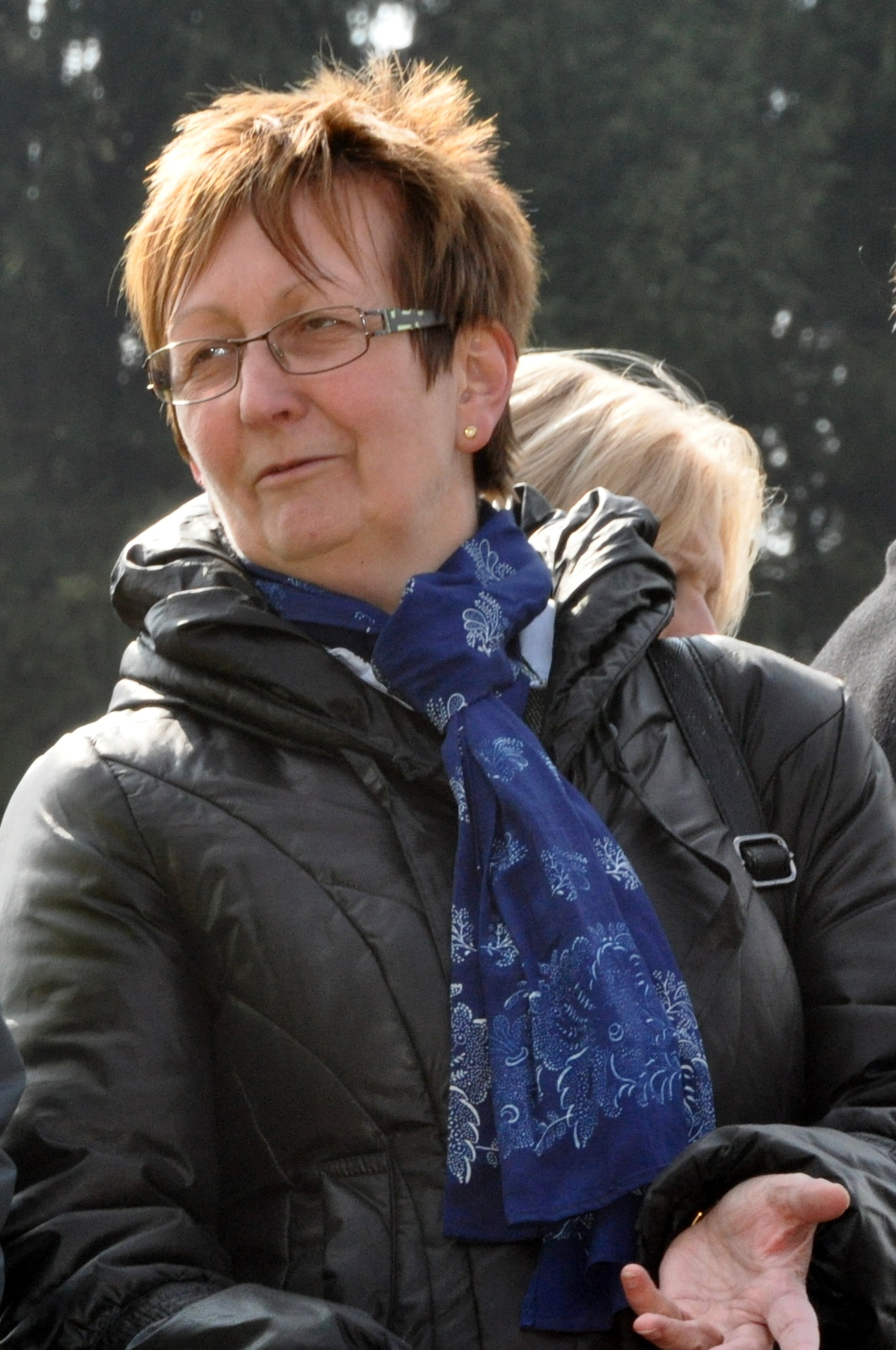
Ulrike Schwarz (2013)

Ulrike Schwarz (* 23. März 1958 in Linz) ist eine oberösterreichische Politikerin (Grüne). Sie ist seit 2003 Abgeordnete zum Oberösterreichischen Landtag.

## Ausbildung und Beruf
Ulrike Schwarz besuchte zwischen 1964 und 1968 die Volksschule in Rohrbach und wechselte danach bis 1975 an das Bundesrealgymnasium Rohrbach, das sie jedoch nicht abschloss. Von 1975 bis 1976 absolvierte Schwarz die Privathandelsschule Dr. Gatti, 1982 legte sie Bilanzbuchhalterprüfung ab. Schwarz besuchte zudem 1999 den Psychosozialen Grundkurs der pro mente Oberösterreich und den Grundkurs an der Oberösterreichischen Journalistenakademie.
Ulrike Schwarz arbeitete zwischen 1976 und 1982 in der Buchhaltung und Lohnverrechnung und war zwischen 1983 und 1997 Arzthelferin bei einem praktischen Arzt. Danach war sie bis 2002 am Institut für Suchtvorbeugung des Vereins pro mente Oberösterreich in Linz tätig und war zwischen 2002 und 2004  Projektleiterin bei EQUAL – Integrationsausbildungen. Seit 1990 ist sie zudem freiberuflich als Trainerin und Referentin im Bereich Jugendarbeit, Integration in der Freizeit und Gesundheitsförderung tätig.

## Politik
Schwarz ist seit 1991 Parteivorsitzende und Gemeinderätin der Grünen in Berg bei Rohrbach, damals noch als Bürgerliste LRB (Lebendiges-Rohrbach-Berg). Am 27. Oktober 2003 folgte sie Rudolf Anschober als Abgeordnete in den Oberösterreichischen Landtag nach. Schwarz vertritt die Grünen in den Ausschüssen für volkswirtschaftliche Angelegenheiten beziehungsweise EU-Angelegenheiten und ist Obfrau im Ausschuss für Umweltangelegenheiten. Seit 1. Februar 2007 ist Schwarz zudem Klubobmann-Stellvertreterin der Grünen im Landtag.

## Auszeichnungen
Im Oktober 2009 wurde Schwarz zusammen mit den Landtagsabgeordneten der Grünen Gottfried Hirz und Maria Wageneder mit dem österreichischen Big Brother Award für die Forderung nach gesetzlichen Internetsperren für kinderpornografische Webinhalte ausgezeichnet.

## Privates
Ulrike Schwarz hat einen Sohn und eine Tochter.